# Витория (агломерация)

Агломерация Витория на карте штата

Витория (порт. Região Metropolitana de Vitória)  —  крупная городская агломерация в Бразилии. Центр — город Витория — столица штата Эспириту-Санту. Население составляет 1 627 651 человек на 2005 год и 1 884 096 человек на 2014 год. Занимает площадь 2.331,01 км². Плотность населения — 808 чел./км².

## Статистика
- Валовой внутренний продукт на 2002 составляет 15.587.865 mil реалов (данные: Бразильский институт географии и статистики).
- Индекс развития человеческого потенциала на 2000 составляет 0,798 (данные: Программа развития ООН).